# Hermione (frégate, 1779)
Pour les autres navires du même nom, voir Hermione (navire).
L’Hermione est un navire de guerre français en service de 1779 à 1793. C'est une frégate de 12 (en référence au calibre de ses canons) portant 26 canons de 12 livres et 8 canons supplémentaires de 6 livres. En jargon naval on la dénomme « frégate de 26 canons », bien qu'à l'origine elle en ait porté 34. Elle fait partie des frégates de la classe Concorde, construites à partir de 1777 à l'arsenal de Rochefort.
Elle est connue pour avoir conduit pour sa deuxième traversée le marquis de La Fayette aux États-Unis en 1780, lui permettant de rejoindre les insurgés américains en lutte pour leur indépendance.
Plusieurs frégates ont porté ce nom mythologique dans la Marine française. Une autre Hermione est construite sous le Premier Empire à l'arsenal de Lorient par la société des frères Crucy.
En 1793, l'Hermione est engagée dans l’embouchure de la Loire pour appuyer les troupes républicaines contre les Vendéens. Alors qu'elle sort de l’estuaire le 20 septembre, elle heurte un rocher et coule sur le plateau du Four, au large du Croisic.

## Carrière dans la marine royale et républicaine

### Construction à Rochefort (1778-1779)
L’Hermione est mise en chantier en décembre 1778 à l'arsenal de Rochefort sur les plans d'Henri Chevillard, dit Chevillard Aîné. On est alors en pleine guerre d'indépendance américaine et les chantiers navals français fonctionnent à plein régime. La frégate est mise à flot le 28 avril 1779, soit moins de six mois après sa mise sur cale, et mâtée le 30 avril. L'armement débute le 1er mai 1779, et se termine le 11 mai.

### Campagne dans le golfe de Gascogne (1779)

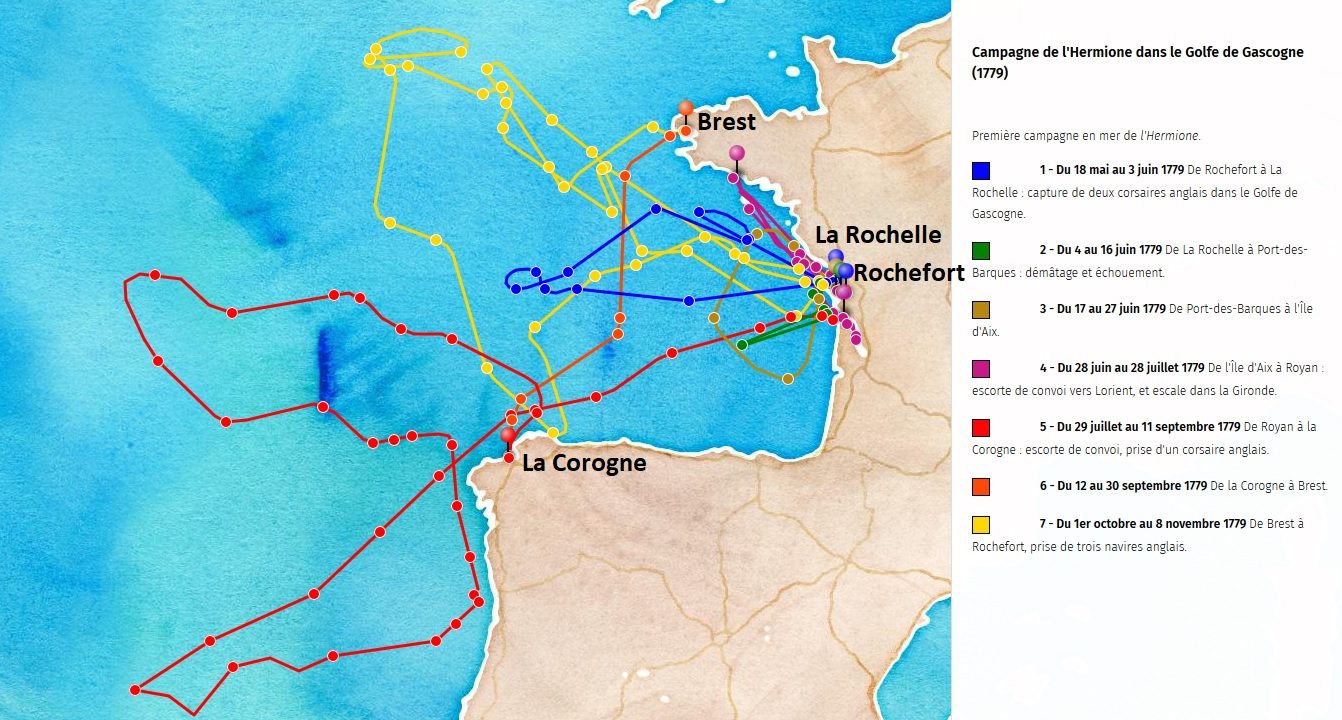
Parcours de lHermione de mai à novembre 1779, d'après les positions données dans le livre de bord.

Entre mai et novembre 1779, le navire est testé avec succès dans le golfe de Gascogne sous le commandement du jeune lieutenant de vaisseau Louis-René-Madeleine Levassor de Latouche (appelé La Touche-Tréville après 1788, futur vice-amiral et commandant en chef de la marine de Napoléon). L’Hermione réalise alors une brillante campagne au large des côtes françaises et espagnoles, capturant avec audace trois corsaires anglais et trois navires marchands.
Le journal de bord de cette campagne est conservé au Service Historique de la Défense et constitue la source essentielle des paragraphes suivants.

#### Capture de deux corsaires anglais
L'Hermione quitte Rochefort le 18 mai 1779, et dans les jours suivants prend vainement en chasse plusieurs corsaires anglais. Le 29 mai, elle réussit à capturer le Defiance, un corsaire anglais de 18 canons, 6 pierriers, 4 obusiers et 70 hommes d'équipage, parti de Falmouth. Le lendemain, elle capture le Lady's Resolution of London, un autre corsaire anglais de 18 canons de 6 livres, 12 pierriers et 119 hommes d'équipage, parti également de Falmouth. Les deux navires capturés sont conduits à La Rochelle.

#### Navigations entre les Pertuis, Port-Louis et Royan
L'Hermione appareille le 4 juin 1779 en compagnie de la frégate Médée. Le 8 juin, la perte du petit mât de hune incite Latouche à revenir à terre. La frégate s'échoue brièvement sur le banc de la Moulière à l'entrée de la Charente avant de gagner le mouillage de Port-des-Barques où les avaries sont réparées et un mois de vivres et d'eau douce embarqués.
Le 17 juin 1779, l'Hermione quitte Port-des-Barques pour une mission avec les frégates Médée et Courageuse, visant à éloigner des côtes le vaisseau de ligne de 50 canons anglais HMS Jupiter. Elle est de retour en rade de l'île d'Aix dès le 24 juin.
Toujours avec la Courageuse, l'Hermione appareille le 28 juin 1779 en direction de Belle-Île avant de revenir vers les Pertuis. Du 3 au 10 juillet 1779, elle mouille devant Saint-Martin-de-Ré pendant que se rassemble un convoi d'une centaine de navires marchands à destination de la Bretagne, qu'elle escorte jusqu'à Port-Louis. La frégate rejoint ensuite l'estuaire de la Gironde, mouille à Trompeloup (Pauillac), à Jau, puis en rade de Royan. Des travaux d'entretien sont réalisés, de l'eau douce est embarquée ainsi que du sable pour compenser le poids de la farine consommée.

#### Capture d'un troisième corsaire anglais
Le 29 juillet 1779, l'Hermione et la Courageuse appareillent en compagnie d'un convoi d'une douzaine de navires que les deux frégates escortent jusqu'au large du Portugal le 10 août. Au large de la Galice, elles rencontrent une partie de la flotte espagnole alliée, dont la frégate Santa Margarita. Le 28 août, après avoir tiré 40 coups de canon, l'Hermione capture le corsaire anglais Hawk de 14 canons de 4 livres, 16 pierriers, 4 obusiers, et 62 hommes d'équipage. Le 2 septembre, les navires rejoignent le port espagnol de La Corogne où de l'eau et du bois sont embarqués, ainsi que des marins français convalescents.

#### Jonction avec la flotte française en rade de Brest
L'Hermione quitte La Corogne le 12 septembre 1779 et rejoint la rade de Brest six jours plus tard, au lendemain de la capture du vaisseau (en) HMS Ardent par les frégates Junon, Surveillante et Gentille. Les flottes franço-espagnoles sont alors au mouillage en rade de Brest sous le commandement du comte d'Orvilliers, bientôt remplacé par le comte du Chaffault à la suite du fiasco du débarquement franco-espagnol manqué en Angleterre. Le 20 août, la flotte célèbre la prise de la Grenade par le comte d'Estaing.

#### Capture de trois navires marchands
Après le combat de la Surveillante et du Québec. Le 1er octobre 1779, après avoir complété son approvisionnement en eau et en biscuit de mer, l'Hermione appareille en direction de l'ouest. Le 6 octobre, elle capture le navire anglais Anna venant de la Jamaïque, chargé de sucre et de rhum et transportant 11 hommes d'équipage, qu'elle remorque jusqu'aux côtes françaises. Les 21 et 22 octobre, deux autres navires anglais sont capturés : la Marie venant de Lisbonne, chargée de fruits secs et de vin, avec 4 hommes à bord, puis le Pélican venant également du Portugal, chargé de sel, avec 6 hommes à bord. Le 5 novembre, la frégate est au mouillage de l'île d'Aix, et est finalement de retour à Rochefort le 8 novembre 1779.

### Campagne en Amérique du Nord (1780-1782)

#### Doublage de la coque et navigation sur les côtes françaises

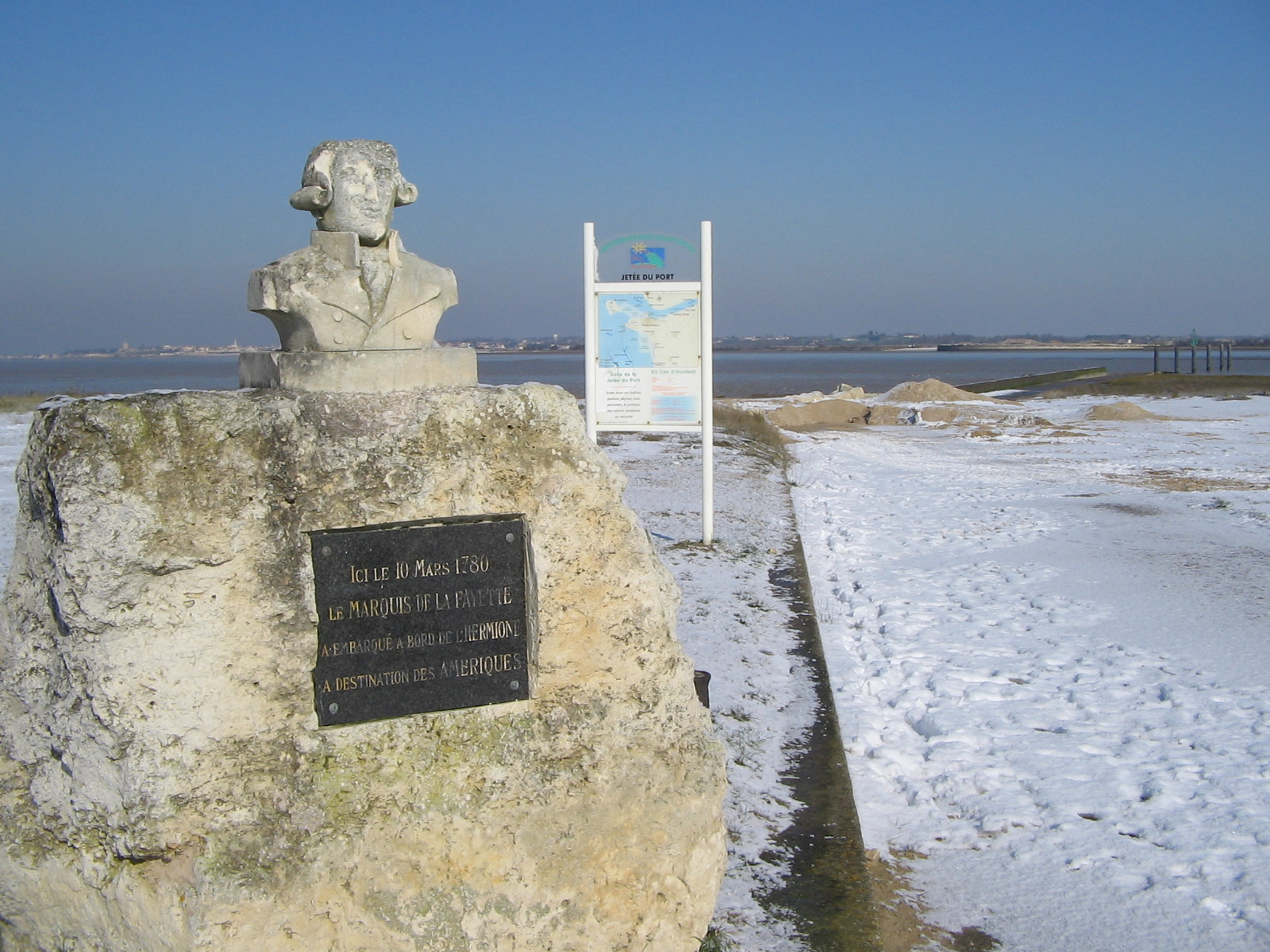
Stèle commémorant l'embarquement de Lafayette sur lHermione à Port-des-Barques le 10 mars 1780.

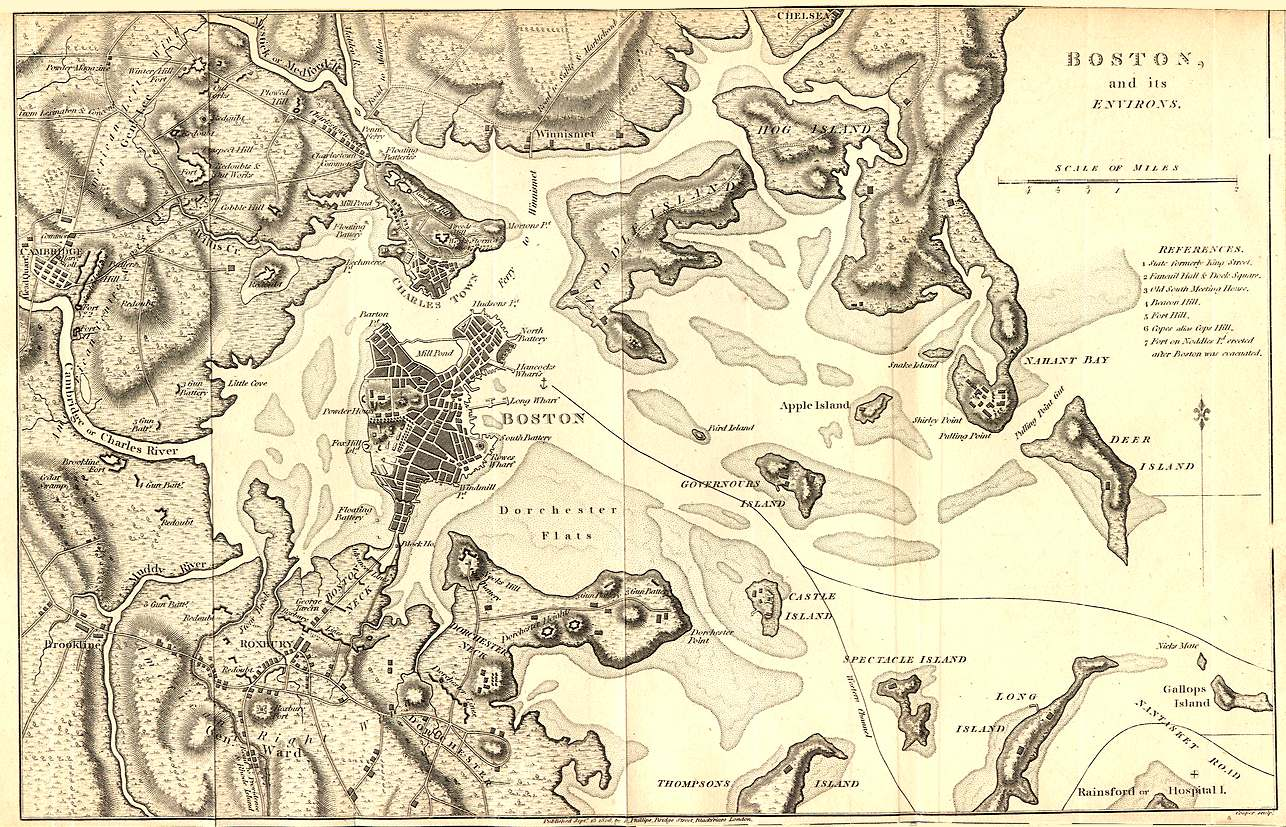
Carte de Boston en 1775-1776, montrant l'accès au port et à Hancock Warf.

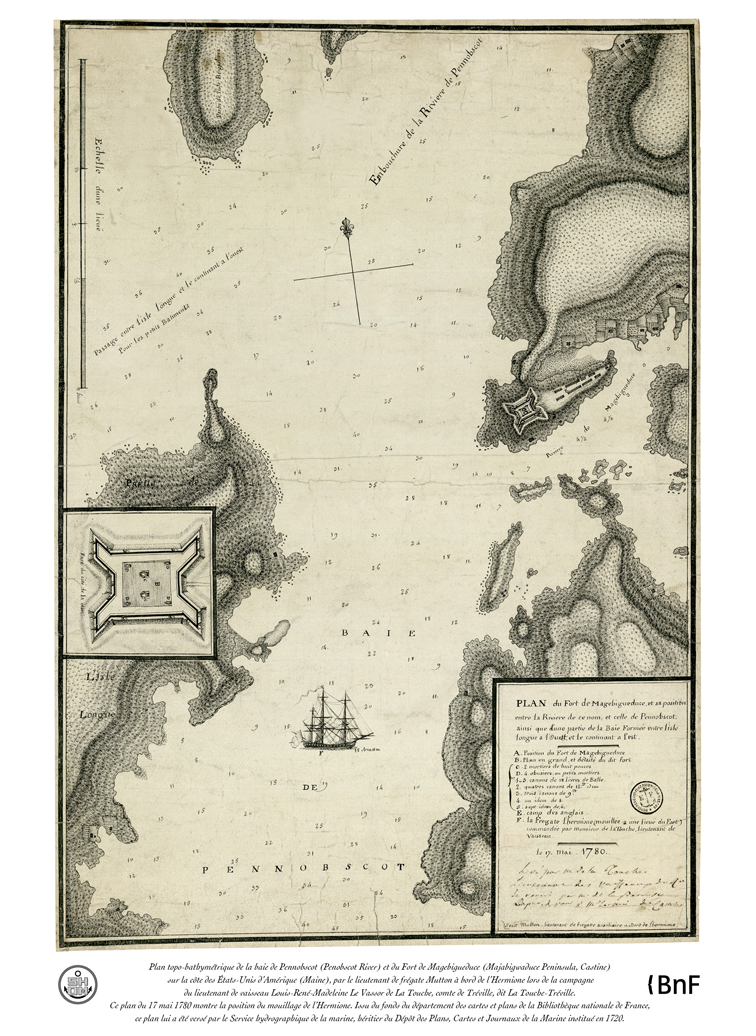
Plan de la baie de Pennobscot et du Fort de Castine, par le lieutenant de frégate Mullon à bord de lHermione le 17 mai 1780.

Au cours des mois de novembre et décembre 1779, la coque de l'Hermione reçoit un doublage de cuivre constitué de 1 100 feuilles de métal. Ce doublage est destiné à protéger la coque des attaques des tarets, et à éviter la fixation des algues et des coquillages sur la carène, ce qui améliore la vitesse de la frégate.
L'Hermione quitte Rochefort le 23 janvier 1780, toujours commandée par Latouche-Tréville. Parmi l'équipage, on trouve aussi le pilotin Jean Jacques Étienne Lucas ou le chirurgien Adrien Fabré. Le 29 janvier, la frégate réussit à sortir de la Charente et effectue une navigation de surveillance dans le golfe de Gascogne puis en direction de Belle-Île, de la baie de Quiberon et de la baie d'Audierne, et mouille devant Camaret le 12 février. Elle se joint ensuite à la Galathée pour escorter un convoi de 75 navires marchands en direction de l'estuaire de la Gironde, mais revient au mouillage de Port-des-Barques après avoir constaté un défaut sur la grande vergue.

#### Traversée vers l'Amérique avec Lafayette
Le marquis de Lafayette embarque sur l'Hermione à Port-des-Barques le 10 mars 1780, en compagnie de deux officiers, de son secrétaire et de six domestiques. Le 14 mars, des passagers attendus par Lafayette embarquent en rade de La Rochelle et la frégate met le cap à l'ouest. Cependant, la rupture de la grande vergue dès le lendemain contraint Latouche à revenir en rade de l'île d'Aix le 17 mars. Le départ définitif vers l'Amérique a lieu le 20 mars 1780, après remplacement de l'espar cassé par une vergue de la frégate Galathée. Après un mois de mer, l'approche des côtes américaines est signalée le 22 avril 1780 par une profondeur de 50 brasses mesurée à la sonde à main. Le 26 avril, une prise anglaise faite par un corsaire américain permet de préciser la position, le lendemain le cap Ann est en vue et l'Hermione fait son entrée dans le port de Marblehead. Enfin, la frégate arrive à Boston le 28 avril 1780. Lafayette y débarque pour annoncer l'envoi de renforts français au général Washington.

« À 1 heure, la brise de l'Est ayant fraîchi avec le flot, j'ai fait route avec le pilote du Congrès qui s'était rendu à bord pour le port de Boston où j'ai mouillé à 2 heures 1/2 après midi, par 6 brasses ; fond de gravier, à 1/3 de flot, près d'Hancock Warf, l'île du Château au S.E., l'île du Gouverneur à l'E.S.E. 1/2 Sud (...) À une encablure de terre, j'ai affourché Est
et Ouest, avec une petite ancre. En passant par le travers de l'île du Château, j'ai salué le fort de 13 coups de canon. Il m'en a été rendu le même nombre. Mr le marquis de La Fayette a débarqué à 3 heures. Je l'ai salué de trois "Vive le Roi" et de 13 coups de canon. »

— Latouche

#### Au service de l’État du Massachusetts
Le 4 mai 1780, Latouche reçoit à bord les principaux membres du Conseil de l’État du Massachusetts ainsi que des personnalités comme Samuel Adams et John Hancock (futur premier gouverneur du Massachusetts). Latouche propose au Conseil de mettre la frégate à disposition pour combattre les corsaires ou frégates anglaises susceptibles d'inquiéter le commerce maritime local. L'Hermione appareille de Boston le 14 mai en direction de la baie de Penobscot à la recherche de deux navires ennemis, et approche les positions anglaises à Castine. Au retour, elle fait escale à Portsmouth (alors capitale de l’État du New Hampshire) le 19 mai avant de revenir à Boston 2 jours plus tard.
L'Hermione appareille de nouveau le 29 mai 1780, cette fois vers le sud. Dans les jours qui suivent, elle capture deux navires de commerce anglais : le brick anglais Thomas of Irvine chargé de beurre, de chandelles et de savon le 2 juin au sud de Nantucket, puis le Ruovery chargé de sel le 6 juin au sud de Long Island.
Le 7 juin 1780, la frégate française combat la frégate britannique Iris (en) au large de Long Island et subit d'importants dommages. Au cours du combat d'une durée d'une heure et demie, l'Hermione tire 260 coups de canon, 140 coups de pierrier et 1 280 coups de fusil et d'espingole. Dix hommes sont tués, et 37 sont blessés dont le commandant et son second. Deux des blessés meurent de leurs blessures dans les jours qui suivent. Une polémique dans la presse suit cet engagement, chacun des deux commandants revendiquant la victoire. Hawker, commandant de l'Iris, écrit que l'Hermione a pris la fuite, ce que Latouche dément formellement.

« Si vous avez avancé que j’ai fui devant vous, vous en avez imposé et vous me connaissez mal, je n’aurai jamais eu la honte de fuir devant un ennemi de force égale. Vos coups m’ayant occasionné autant de dommages dans mon gréement que les miens vous en ont causé dans le corps de votre vaisseau, j’ai été dans l’impossibilité de tenir le vent pour recommencer le combat, il dépendait de vous d’arriver sur moi pour le rengager de nouveau, vous aviez infiniment plus de moyens de manœuvrer que j’en avais. Lorsque j’ai vu que vous teniez le vent, j’ai attribué votre retraite à la quantité de monde que vous aviez perdu, ce qui aide à me le persuader, c’est le peu de vivacité de votre feu dans les dernières bordées. »

— Latouche, Lettre au capitaine Hawker commandant la frégate du Roi d'Angleterre l'Iris de 32 canons de 12 et de 9, en date du 22 juin 1780
Au lendemain du combat contre l'Iris, l'Hermione se réfugie à Newport afin de procéder à des réparations, et de soigner ses blessés. Le chevalier de Fayolle, aide de camp de Lafayette envoyé à bord pour porter un message trouve la mort en s'assommant sous la bouteille bâbord lorsque son canot aborde l'arrière de la frégate. Restant basée à Newport, la frégate effectue des navigations courtes : du 15 au 19 juin en direction de New Bedford, et du 29 juin au 1er juillet vers Martha's Vineyard, alors qu'un vaisseau de ligne et deux frégates anglais patrouillent dans la zone. Le 4 juillet 1780, l'Hermione est pavoisée et Latouche fait tirer 3 salves de 13 coups de canon pour célébrer les 4 ans de la déclaration d'indépendance des 13 États-Unis d'Amérique.

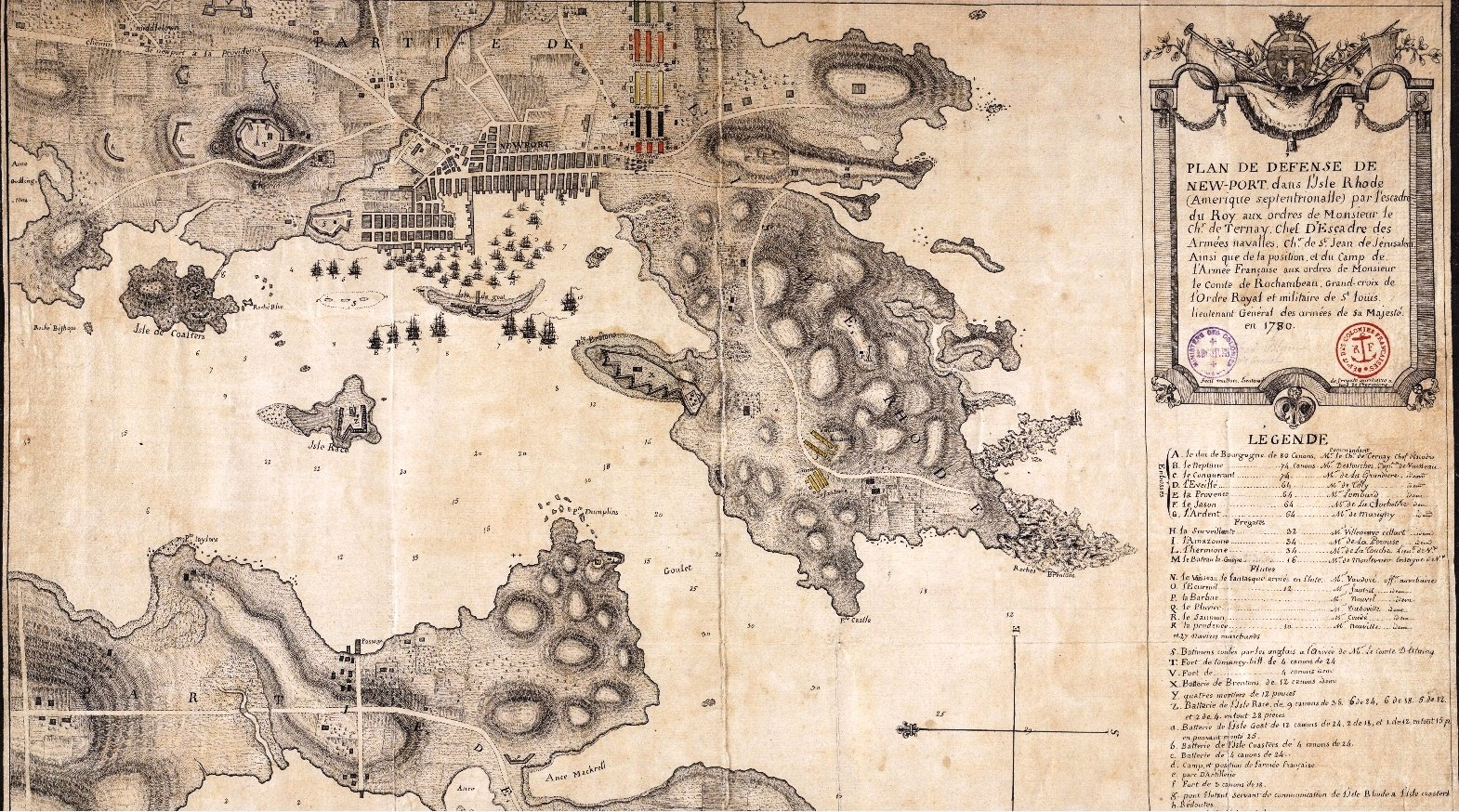
Plan du stationnement des troupes de Rochambeau et de l'escadre de Ternay à Newport en 1780. L'Hermione (L) y figure entre les frégates Surveillante (H) et Amazone (I) de La Pérouse.

#### Arrivée de la flotte et du corps expéditionnaire français à Newport
Le 10 juillet 1780, l'arrivée devant Newport de la flotte française partie de Brest en mai 1780 et transportant le corps expéditionnaire est annoncée. Le lendemain, l'Hermione assiste à l'arrivée de la frégate Amazone, commandée par La Pérouse et transportant le comte de Rochambeau, commandant de l'armée de terre. Suivent ensuite 30 navires de transport et le reste de l'escadre dont le vaisseau de ligne Duc de Bourgogne à bord duquel se trouve le chevalier de Ternay, chef d'escadre.
Du 12 au 15 juillet 1780, l'Hermione part sans succès à la recherche de la flûte Isle de France chargée de 350 hommes de troupes, qui s'est séparée de la flotte 3 jours avant son arrivée.
Craignant une attaque des anglais, les français préparent activement la défense de Newport et de la baie de Narraganset. L'équipage de l'Hermione est chargé de l'armement du Fort Dumpling (en) avant l'abandon de l'île Conanicut décidé le 27 juillet 1780. Le 1er juillet, l'Hermione mouille entre les frégates Surveillante et Amazone au nord de Goat Island (en). Elle conserve cette position, indiquée sur le plan de défense de Newport réalisé par le lieutenant Mullon, jusqu'au 9 octobre 1780, date à laquelle elle rejoint de nouveau la grande rade. Entretemps, son équipage participe à l'armement des redoutes de la petite île de Rose Island (en).
Le 28 octobre 1780, l'Hermione et la Surveillante appareillent avec l'Amazone pour protéger le départ de cette dernière qui conduit en France le vicomte de Rochambeau (fils du comte de Rochambeau, commandant des troupes) pour demander au roi l'envoi de renforts maritimes. Les frégates capturent le Philippe, un navire marchand anglais chargé de vin et de fruits, et rejoignent Boston le 14 novembre 1780. Elles quittent Boston le 11 janvier 1781 avec la flûte Isle de France, et rejoignent la base de Newport le 26 janvier malgré des conditions météorologiques difficiles. Les semaines qui suivent sont consacrées à des travaux d'entretien et de réparation du gréement.

#### Bataille du cap Henry et missions sur la Delaware
Le 8 mars 1781, l'Hermione quitte Newport au sein de l'escadre de 7 vaisseaux de ligne commandée par Charles Sochet des Touches, en direction de la baie de Chesapeake. Le but de cette opération est de soutenir Lafayette qui combat les troupes du général Benedict Arnold devant Portsmouth, en Virginie. L'escadre anglaise menée par le vice-amiral Marriot Arbuthnot quitte son mouillage de Long Island le 10 mars, mais bénéficie d'une vitesse plus importante en raison du doublage en cuivre généralisé. Les deux flottes se rencontrent le 16 mars 1781, c'est la bataille du Cap Henry. L'Hermione y tient le travers du Duc de Bourgogne, vaisseau amiral à bord duquel se trouve des Touches. Après un engagement indécis, l'escadre anglaise reste maître des lieux, et la flotte française ne pouvant accéder à la baie de Chesapeake se voit contrainte de regagner sa base à Newport.
Après avoir capturé l'Union, un navire anglais chargé de mélasse, l'Hermione se sépare de l'escadre et rejoint la baie de la Delaware. La frégate remonte le fleuve Delaware jusqu'à la ville de Chester où elle s'approvisionne en farine et biscuit. Elle rejoint ensuite Newport pour y débarquer les vivres. Le 14 avril 1781, le naufrage dans la rade de Newport de la chaloupe de l'Hermione chargée de vivres et de 28 hommes entraîne la noyade de 12 membres de l'équipage.
Après avoir accompagné le 18 avril 1781 la sortie de la frégate Surveillante escortant un convoi à destination de Saint-Domingue, l'Hermione rejoint une deuxième fois la Delaware qu'elle remonte jusqu'à Philadelphie, où elle fait escale du 30 avril au 18 mai 1781. Le 4 mai 1781, la frégate reçoit à son bord le président Samuel Huntington et les membres du Second Congrès Continental des États-Unis. Le 29 mai, elle regagne ensuite Newport, où le comte de Barras, arrivé de France sur la Concorde, vient de prendre le commandement de l'escadre.

#### Croisière avec lAstrée vers l'Acadie

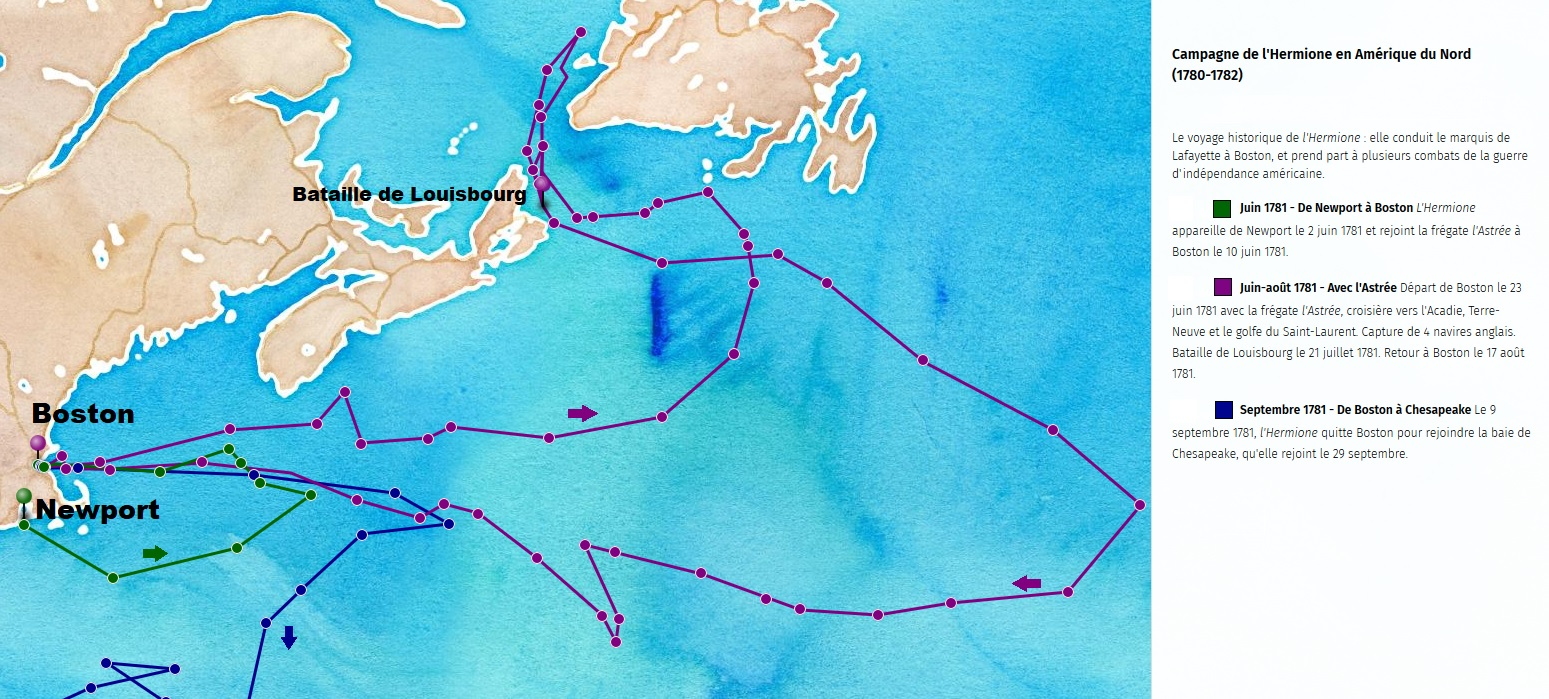
Parcours de lHermione de juin à septembre 1781, d'après les positions données dans le livre de bord.

#### Croisière avec l'Astréevers l'Acadie
Le 2 juin 1781, l'Hermione quitte Newport à destination de Boston. Elle y retrouve la frégate Astrée commandée par Jean-François de La Pérouse, avec laquelle elle appareille le 23 juin pour une croisière en direction des côtes d'Acadie, de Terre-Neuve, et du golfe du Saint-Laurent. En quelques jours, l'Astrée et l'Hermione capturent quatre navires anglais : le Thorn, corvette de 18 canons, le Friendship chargé de sucre, rhum et café, le Phoenix chargé de sel, café et tabac, et le Lockard Rose chargé de bois et de filets. Le 21 juillet 1781, au large de l'île Royale (actuelle île du Cap-Breton), les deux navires français rencontrent un convoi escorté par six bâtiments anglais, qu'elles attaquent. C'est la bataille navale de Louisbourg, combat d'une durée de 2 heures au cours duquel, 509 coups de canon, 100 de pierriers et 1 700 de fusil ou d'espingoles sont tirés depuis l'Hermione. Deux navires anglais amènent leur pavillon, le Jack de 14 canons de 9 livres est capturé, mais la frégate Charlestown de 28 canons de 9 et 6 livres réussit à fuir à la faveur de la nuit. Les dégâts matériels sont importants, particulièrement dans le gréement, et un total de 22 victimes est signalé sur l'Hermione : 3 morts, 6 blessés graves dont trois meurent quelques jours plus tard, et 13 blessés légers. Cet affrontement a été représenté par le lieutenant de frégate auxiliaire Mullon présent à bord, puis peint par Auguste-Louis de Rossel.

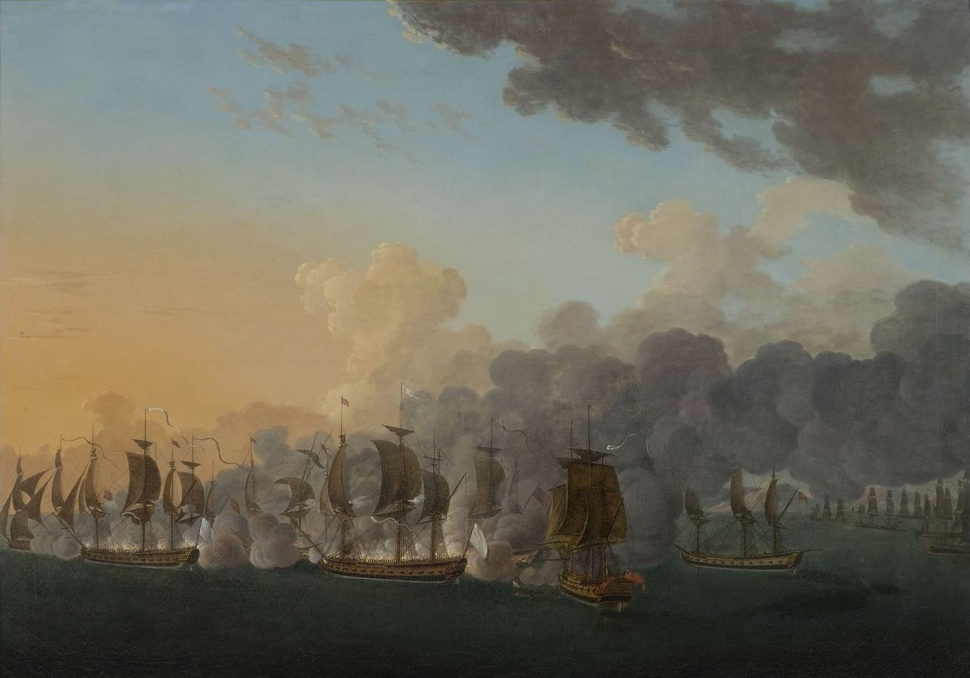
Combat naval à la hauteur de Louisbourg par Auguste-Louis de Rossel de Cercy.
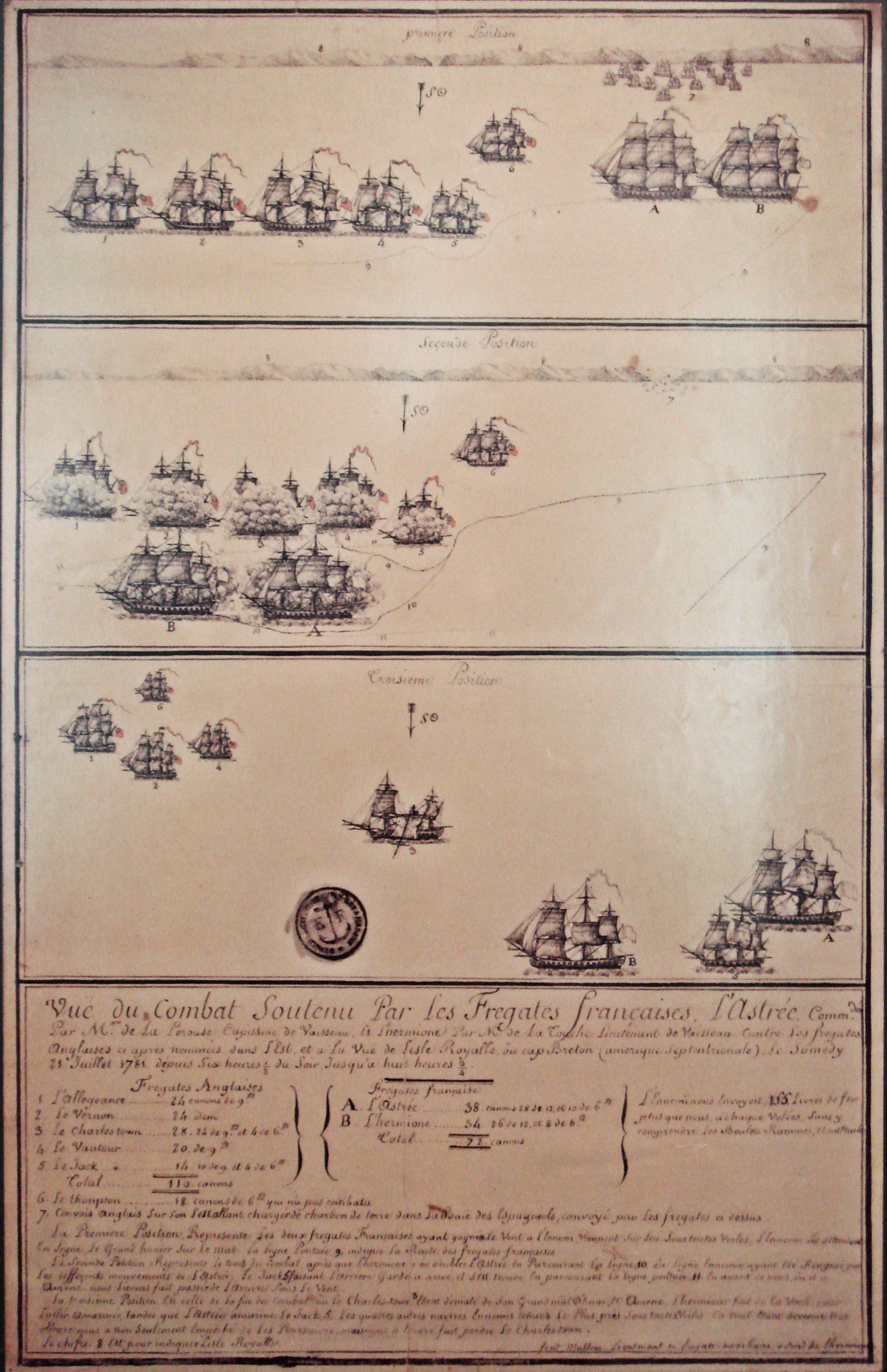
Vue du combat de Louisbourg le 21 juillet 1781, par le lieutenant Mullon.
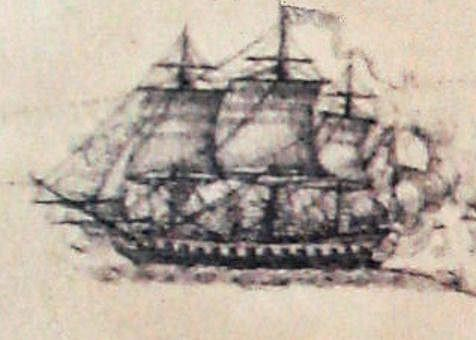
L'Hermione au combat naval de Louisbourg le 21 juillet 1781 (détail).

L'Hermione et l'Astrée regagnent Boston le 17 août 1781 et y procèdent à des réparations, aux soins des équipages et à l'avitaillement. Le 1er septembre, les deux frégates et le vaisseau Sagittaire tentent en vain de porter secours à la frégate Magicienne aux prises avec un vaisseau anglais de 50 canons, le Chatham, qui réussit à la capturer au large de la ville avant la sortie des renforts français.

#### Bataille de Yorktown

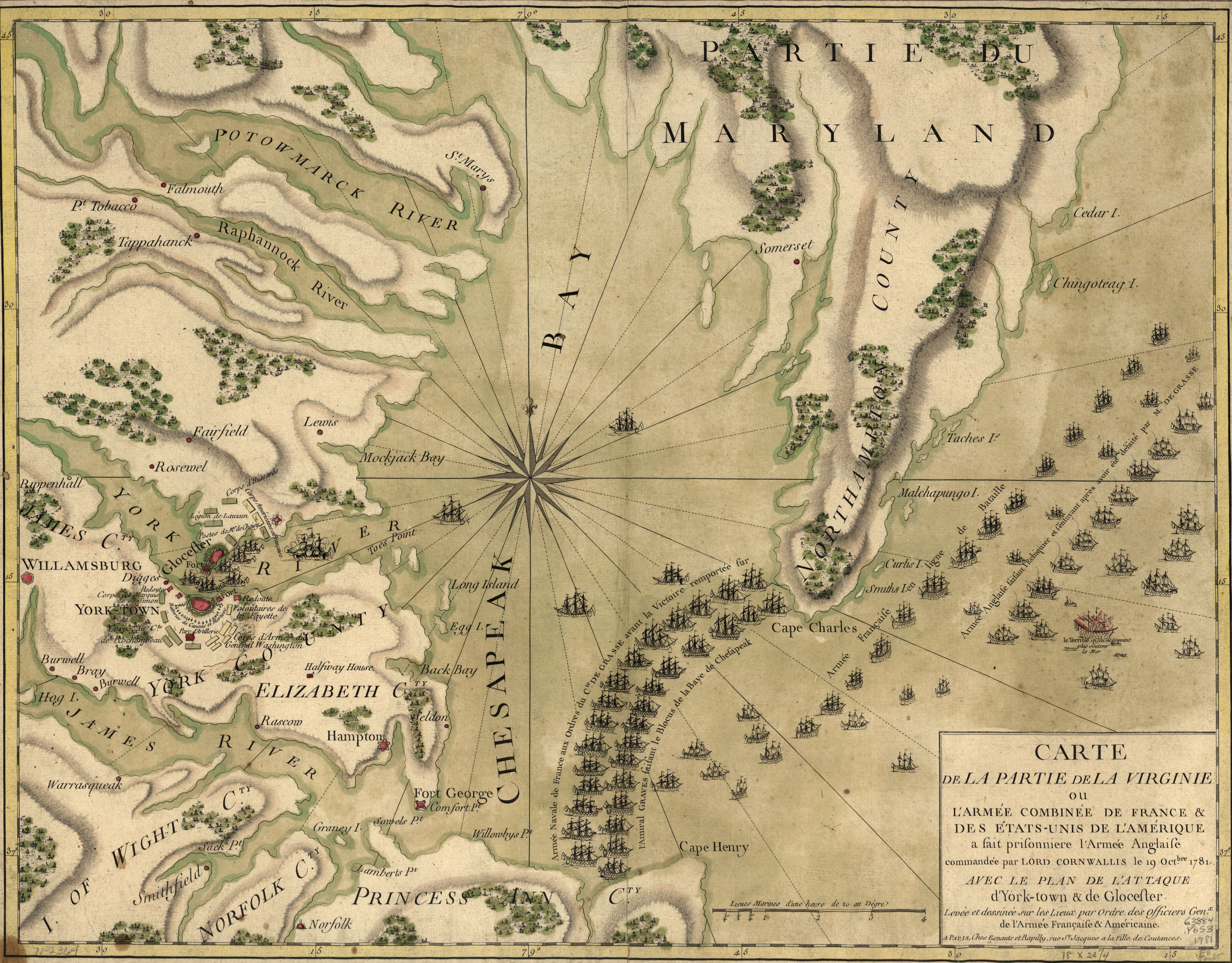
Plan de l'attaque de Yorktown.

Le 9 septembre 1781, l'Hermione quitte Boston en direction de la baie de Chesapeake où elle parvient le 29 septembre, rejoignant les flottes réunies de Barras, arrivé de Newport le 7 septembre, et de François Joseph Paul de Grasse arrivé des Antilles le 29 août. Ce dernier a remporté le 5 septembre 1781 la bataille de la baie de Chesapeake, victoire importante sur l'escadre anglaise de Thomas Graves qui permet aux alliés franco-américains d'assiéger les troupes anglaises de Lord Cornwallis enfermées dans Yorktown.
L'Hermione participe à la décisive bataille de Yorktown, notamment en participant au ravitaillement des vaisseaux de ligne qui assurent le blocus de la baie. Le siège de la ville s'achève le 19 octobre 1781 par la reddition des troupes anglaises de Lord Cornwallis face aux insurgés américains menés par Washington, aux volontaires de Lafayette et à leurs alliés français conduits par Rochambeau. Le 27 octobre, l'Hermione placée en mission de surveillance à l'entrée de la baie de Chesapeake signale l'arrivée de l'escadre anglaise de Graves apportant les renforts envoyés par le général Henry Clinton. Arrivée trop tardivement, la flotte anglaise fait finalement demi-tour, et la guerre bascule alors en faveur des insurgés.

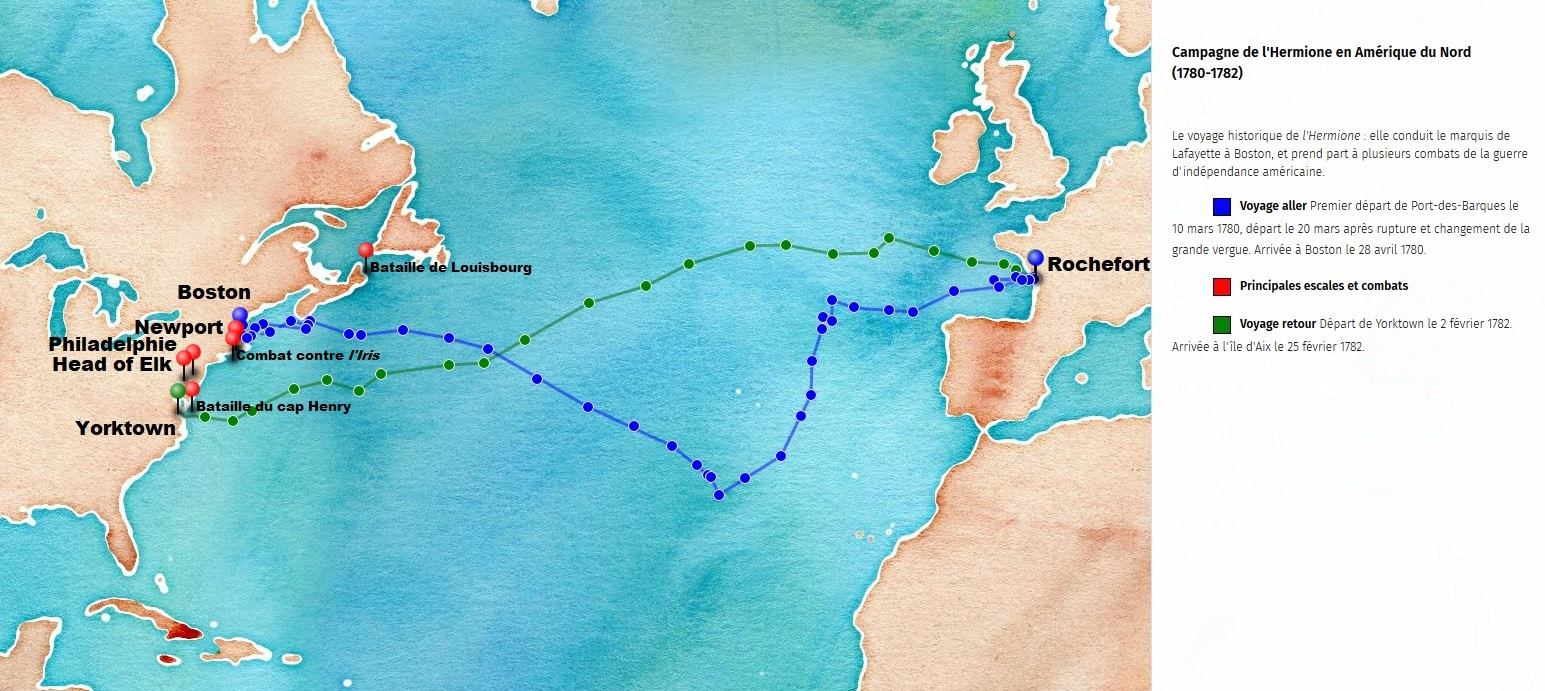
Parcours de lHermione de mars 1780 à février 1782, d'après les positions données dans le livre de bord.

Après la capitulation de Yorktown, le comte de Grasse appareille avec la flotte pour les Antilles. Quelques unités demeurent en baie de Chesapeake sous le commandement de Jacques-Aimé Le Saige chevalier de La Villèsbrunne commandant du vaisseau le Romulus, dont les frégates Diligente et Hermione,. Cette dernière accompagne une flûte hollandaise chargée de sucre et de café jusqu'à Head of Elk, à l'extrémité septentrionale de la baie de Chesapeake, où elle mouille du 14 décembre 1781 au 14 janvier 1782.
Le 21 janvier 1782, l'Hermione est de retour au mouillage devant la ville de Yorktown, où Latouche apprend son prochain retour en France. Les journées suivantes sont passées à décharger les effets embarqués à Head of Elk et destinés à l'armée, ainsi qu'à effectuer l'avitaillement et les préparatifs pour la traversée de l'océan Atlantique. Le 2 février 1782, l'Hermione quitte les côtes américaines pour regagner la France. Elle ramène avec elle Antoine Charles du Houx de Vioménil, commandant en second de Rochambeau et plusieurs officiers français de l'armée. La frégate mouille en rade de l'île d'Aix après seulement 23 jours de navigation, le 25 février 1782.
Au total, pour la période allant d'avril 1780 au 21 février 1782, il y eut 45 tués à bord de l'Hermione dont :
- 18 morts au combat;
- 13 morts par la maladie;
- 14 morts par accident (dont 12 le 14 avril 1781 à cause du naufrage d'une chaloupe)

### Campagne aux Indes (1782-1784)
Le 2 septembre 1782, l'Hermione repart sous le commandement de François Bérauld du Perou. Elle accompagne alors une flottille en direction de l'océan Indien pour renforcer l'escadre de Pierre André de Suffren dans le conflit avec les Britanniques pour le contrôle du golfe de Bengale. Après une escale au Cap du 7 février au 13 mars 1783, l'Hermione atteint l'île de France le 18 avril et rejoint la flotte de Suffren le 14 juillet 1783, quelques jours après son importante victoire à Gondelour. La nouvelle de la paix, dont des préliminaires sont établis dès le 20 janvier 1783 à Versailles, est arrivée dès le 29 juin avec la frégate anglaise Medea (en).
Le 15 septembre 1783, la frégate quitte Trinquemalay et reprend la direction de la France. Après des escales à l'île de France et à l'île Bourbon en octobre 1783, l'Hermione s'arrête également au Cap et atteint Rochefort le 12 février 1784,

### Campagne révolutionnaire et naufrage (1793)
En 1793, la France révolutionnaire se mobilise, à force de levées en masse, pour faire face à la Première Coalition, tandis que l'Ouest du pays s'embrase. La guerre de Vendée bat son plein avec ses atrocités, vidant les ports de marins et d'officiers, devenus hostiles à la Convention.
L’Hermione reprend du service sous le commandement du récemment promu capitaine de vaisseau (et futur amiral) Pierre Martin. Entre Brest et la frontière espagnole, elle escorte les navires de commerce, chasse les corsaires anglais et apporte son soutien aux troupes républicaines engagées contre les Vendéens. Elle participe notamment à la défense de la ville des Sables-d'Olonne en mars 1793, puis est postée dans l’embouchure de la Loire à partir du 23 juin 1793 pour protéger les abords de Nantes.
Le IVe jour complémentaire de l'an I de la République (20 septembre 1793), commandée par un équipage peu expérimenté, à peine sortie de l'estuaire de la Loire et par la faute d’un pilote local, la frégate sombre sur des rochers au large du Croisic, sur le plateau du Four. Une campagne de fouilles archéologiques, entreprise au cours de l'été 2005, permet de récupérer plusieurs objets, dont une partie du gouvernail, et de remonter l'ancre de quatre mètres de long et d'un poids d'une tonne et demie.

## Caractéristiques
L’Hermione est une frégate ; c'est un bâtiment plus léger et plus maniable qu'un vaisseau de ligne. Rattachée à une escadre, elle doit servir d'éclaireur, de répétiteur de signaux, ou bien doit assister les vaisseaux désemparés dans la bataille. Employée seule, elle est utilisée pour faire des croisières et la guerre au commerce ennemi, ou, en temps de paix, pour effectuer diverses missions scientifiques ou d'exploration.
C'est un navire de 1 166 tonnes, avec une longueur de hors tout de 66 m, une largeur au maître-couple de 11,5 m et de 5,78 m de creux. Elle peut embarquer 316 hommes. Elle compte trois mâts et sa voilure de route couvre plus de 2 200 m2 lui permettant d'atteindre une vitesse maximale de 14,5 nœuds.
Durant les essais de la réplique et malgré une confortable marge de sécurité, elle atteint sans peine 13 nœuds à l'allure du petit largue, alors que les calculs prévoyaient seulement 12 nœuds. Il s'avère que la forme de la coque est bien plus efficace qu'estimée, ce qui explique des performances nettement supérieures aux unités britanniques comparables de l'époque (Les Britanniques ne maîtrisaient pas aussi bien l'architecture navale que Chevillard, ou Sané, en France[réf. nécessaire]).
Elle est armée de trente-quatre canons, dont vingt-six tirant des boulets de douze livres (d'où le terme de « frégate de 12 ») et huit canons de six livres sur les gaillards.
Elle dispose de trois ponts : le pont de gaillard, le pont de batterie et le faux-pont, ce dernier est sous le niveau de la mer et sous le pont principal. Le premier sert à la manœuvre, le second à l'artillerie ainsi qu'aux repas et le troisième au repos,

## L'Hermione(2014)
Une réplique de l’Hermione de 1779 est construite à Rochefort à partir de 1997 et lancée en eaux salées le 7 septembre 2014.

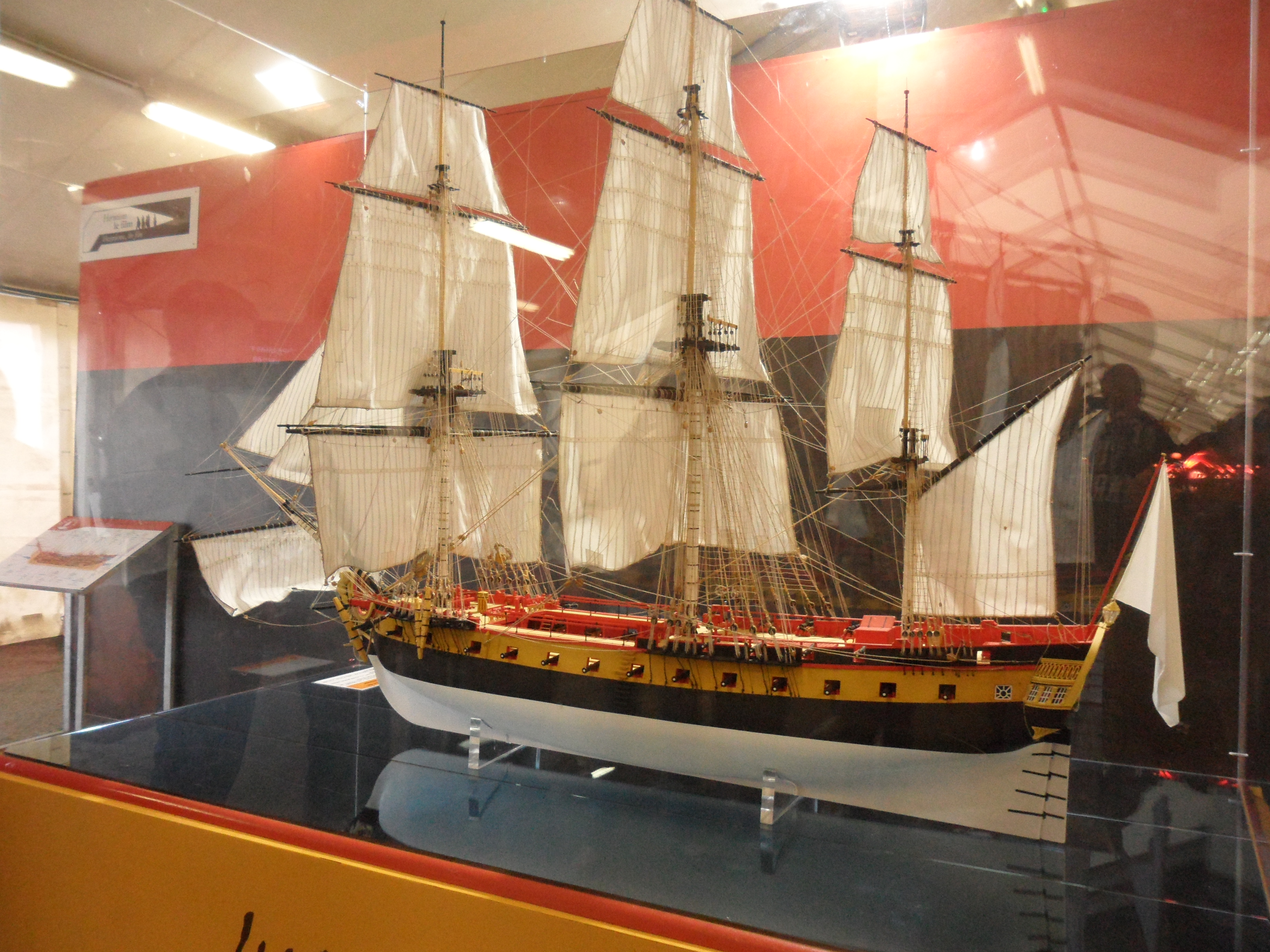
La maquette de l’Hermione.
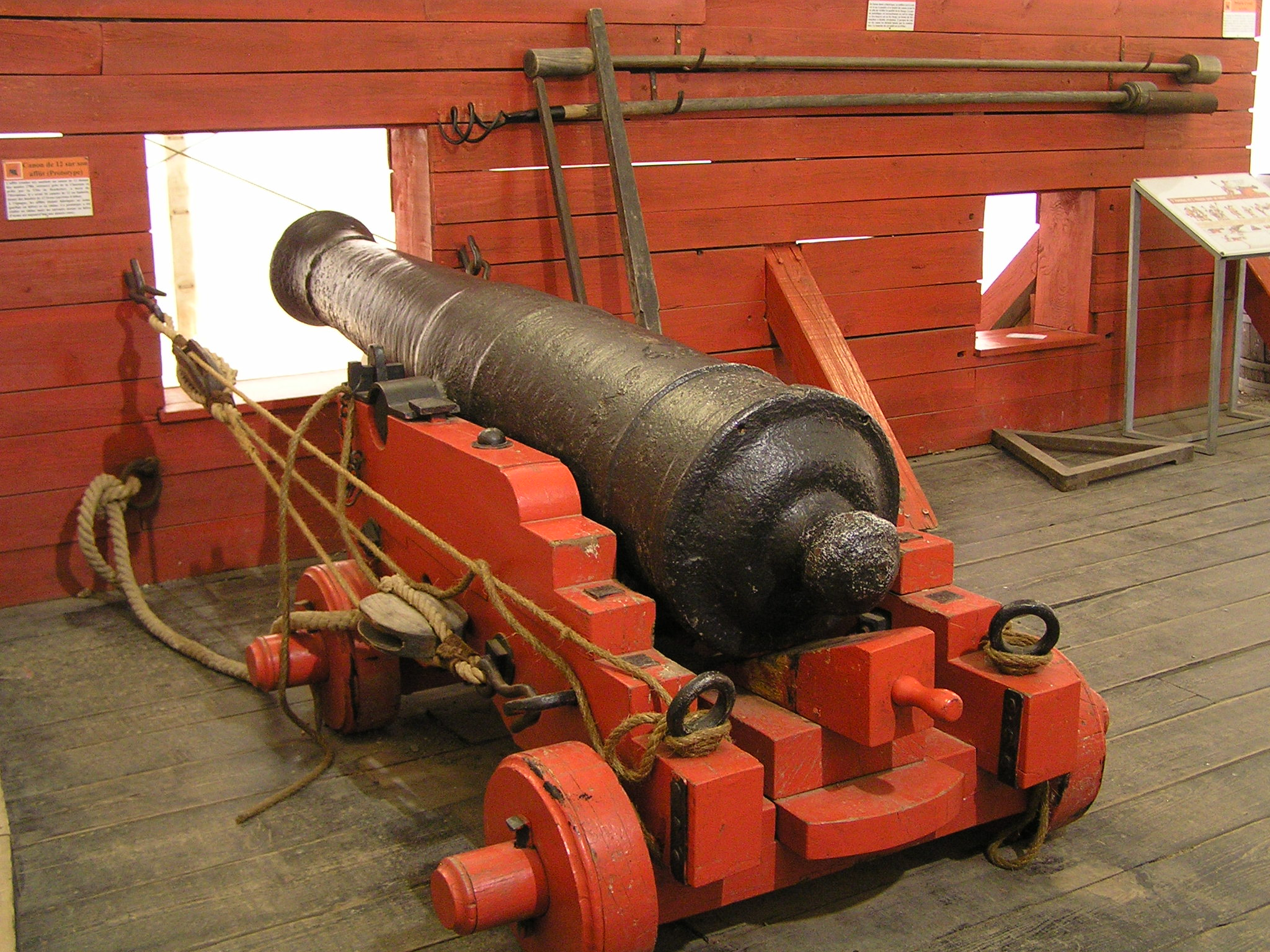
Reconstitution d'un canon de 12 livres de l’Hermione.